# Hotel Rjugjong
Hotel Rjugjong (korejsky 류경호텔) je nedokončený mrakodrapový hotel v Pchjongjangu, hlavním městě Severní Koreje. Jeho jméno pochází od jednoho z historických názvů města – Rjugjong. S více než 105 podlažími při výšce 330 metrů (byl první stavbou mimo New York a Chicago, která měla více než 300 m) a užitnou plochou 360 000 metrů čtverečních je nejvýznamnější stavbou v panoramatu města a největší stavbou v zemi. Mělo se jednat o jednu z největších staveb na světě a o největší hotel vůbec. Nachází se v městském obvodě Potchongganggujŏk severně od centra.
Stavba začala v roce 1987 a přerušena byla roku 1992. Pokud by byla dokončena v roce 1989, což byl původní předpokládaný termín dokončení u příležitosti 13. Světového festivalu mládeže a studentstva v KLDR, byla by to v té době sedmá nejvyšší stavba světa (nyní je 53.[kdy?]) a současně by se jednalo o nejvyšší hotel na světě. Nyní[kdy?] by byl třetím nejvyšším hotelem světa (po JW Marriott Marquis Dubai a Rose Tower v Dubaji).

## Historie
Stavba hotelu s 3 000 pokoji a 7 otočnými restauracemi započala v roce 1987. Hotel měl být otevřen v červnu 1989 u příležitosti Světového festivalu mládeže. Během stavby se vyskytly problémy s postupy a materiálem, které způsobily zdržení. Japonský tisk odhadoval, že bylo proinvestováno 750 milionů dolarů, což představovalo 2 % HDP Severní Koreje, a předpokládá se, že důvodem zastavení stavby v roce 1992 byl nedostatek financí, výpadky elektrické energie a hladomor.
Jde o největší a nejdražší betonový skelet, který kdy byl postaven. Byla to také první budova mimo USA, která měla více než 100 pater.
Stavební práce byly po 16 letech v dubnu 2008 obnoveny a snahou severokorejských úřadů bylo dokončit ho do roku 2012, stého výročí narození Kim Ir-sena. V roce 2012 byl exteriér hotelu dokončený, ale otevření se odložilo. V roce 2016 byly k hotelu vybudovány přístupové komunikace, které byly ozdobeny propagandistickými hesly. V roce 2018 byla fasáda hotelu nasvícena animacemi s národními symboly, nicméně přes ani nedostatek ubytovacích kapacit u příležitosti 70. výročí založení KLDR hotel stále nebyl využit. Průvodci turistů údajně na otázku, kdy bude otevřen, žertem odpovídají,[kdy?] že dříve než berlínské letiště Brandenburg.

## Technické informace
- Výška: 330 m
- Počet pater: 105
- Počet pokojů: 3 000
- Užitná plocha: 360 000 m²

## Galerie

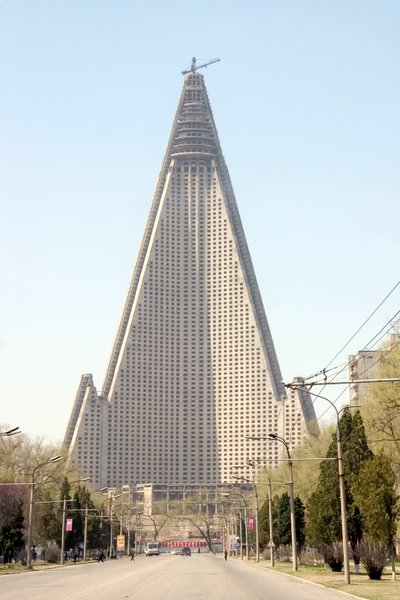
Hotel Rjugjong
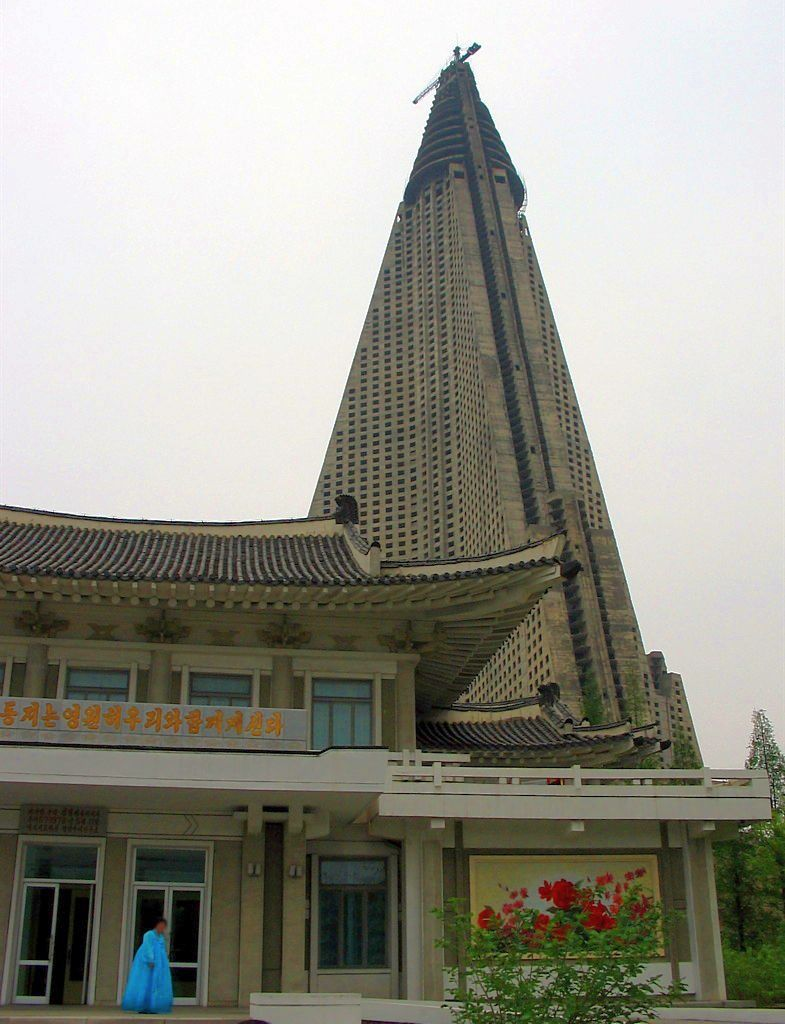
Hotel Rjugjong v roce 2005
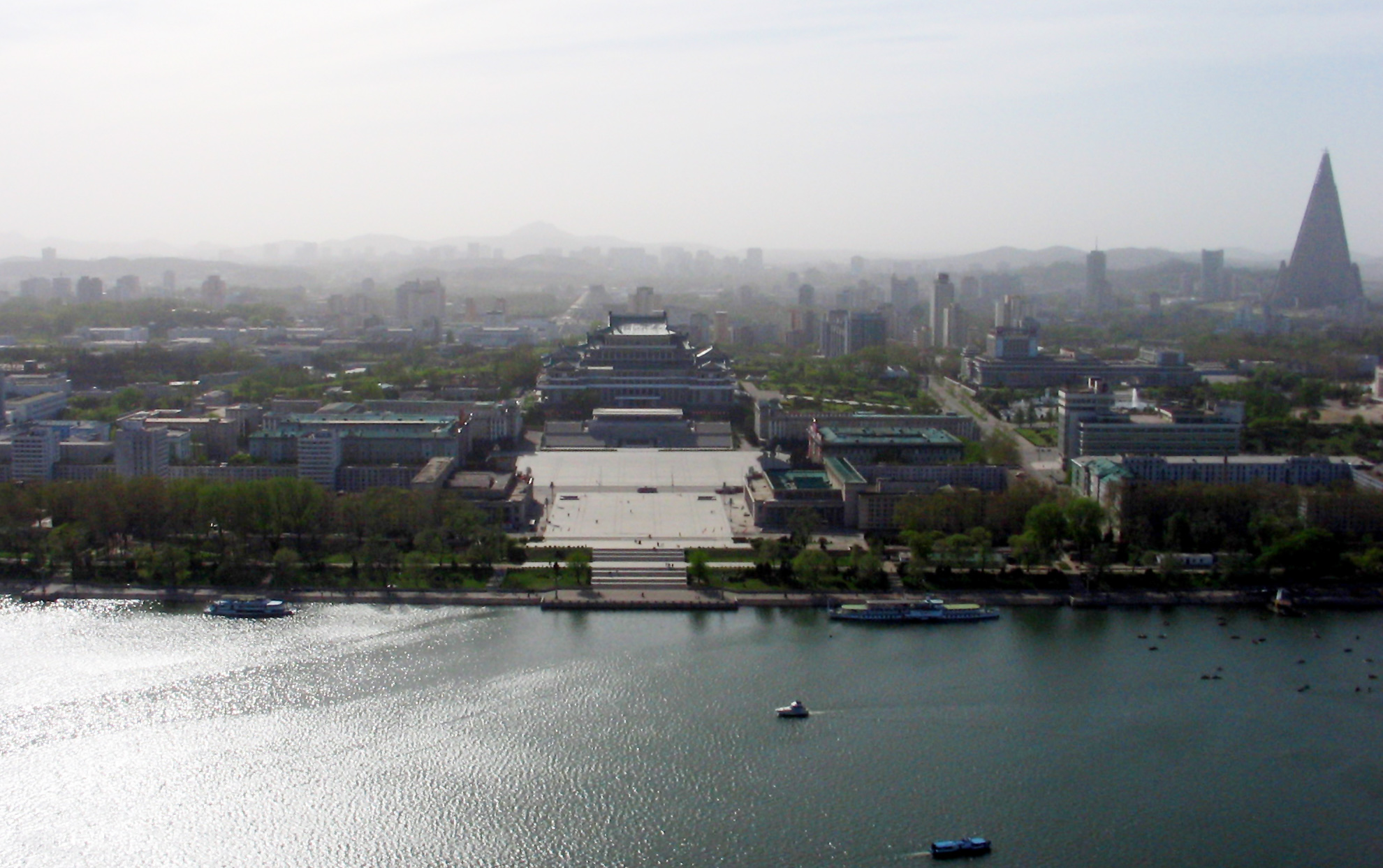
Panorama Pchjongjangu